# Saint-Michel de Ouenzé
Saint-Michel de Ouenzé est un club de football de la République du Congo basé à Brazzaville.

## Histoire
Le club participe à la Ligue des champions d'Afrique en 2004. Il s'impose lors du tour préliminaire disputé face au club gabonais de l'US Bitam, avant de s'incliner lors du 1er tour face au club camerounais du Coton Sport FC.

## Palmarès
- Championnat du Congo (2)
  - Champion : 2003 et 2010